# Carlo Antonio Campioni
Charles-Antoine Campion (Lunéville, (França), 16 de novembre de 1720 – Florència, 12 d'abril de 1788), fou un compositor italià d'origen francès, nascut a la Lorena.
Per espai de setze anys ostentà el càrrec de mestre de capella en la cort del gran duc de Toscana.
És autor de música sagrada molt notable (rèquiems, oratoris, responsoris) i de diverses sonates per a trio i per a piano, duets per a violí i violoncel, etc. Les obres de Campioni es publicaren modernament a Londres i Amsterdam, sent molt admirades pels crítics d'ambdues capitals.